# Palmi
Palmi is een gemeente in de Italiaanse provincie Reggio Calabria (regio Calabrië) en telt 19.523 inwoners (31-12-2004). De oppervlakte bedraagt 31,8 km², de bevolkingsdichtheid is 620 inwoners per km².

## Geschiedenis
In 1908 werd Palmi nagenoeg volledig verwoest door een hevige aardbeving, die leidde tot ongeveer 600 doden. De wederopbouw van Palmi nam bijna de gehele eerste helft van de 20e eeuw in beslag. Veel panden werden herbouwd in neoclassicistische stijl.

## Kunst en cultuur
In Palmi staat het Cultureel centrum Leonida Repaci met een uitgestrekte tuin met in het centrum de volgende instellingen:
- Pinacotheek Leonida ed Albertina Repaci
- Volkenkundig museum Raffaele Corso
- Gemeentelijke bibliotheek Domenico Topa
- Antiquarium Nicola De Rosa
- Muziekmuseum Francesco Cilea & Nicola Antonio Manfroce
- Gipsen beeldencollectie Michele Guerrisi
- Staatsarchief van Reggio Calabrië – Afdeling Palmi
- Gemeentelijk auditorium

## Demografie
Palmi telt ongeveer 6981 huishoudens. Het aantal inwoners steeg in de periode 1991-2001 met 1,7% volgens cijfers uit de tienjaarlijkse volkstellingen van ISTAT.
| Jaar | Inwoneraantal |
| ---- | ------------- |
| 1991 | 19.116        |
| 2001 | 19.435        |

## Geografie
Palmi grenst aan de volgende gemeenten: Gioia Tauro, Seminara.

## Geboren
- Francesco Cilea (23 juli 1866), componist en pianist

Africo · Agnana Calabra · Anoia · Antonimina · Ardore · Bagaladi · Bagnara Calabra · Benestare · Bianco · Bivongi · Bova · Bova Marina · Bovalino · Brancaleone · Bruzzano Zeffirio · Calanna · Camini · Campo Calabro · Candidoni · Canolo · Caraffa del Bianco · Cardeto · Careri · Casignana · Caulonia · Ciminà · Cinquefrondi · Cittanova · Condofuri · Cosoleto · Delianuova · Feroleto della Chiesa · Ferruzzano · Fiumara · Galatro · Gerace · Giffone · Gioia Tauro · Gioiosa Ionica · Grotteria · Laganadi · Laureana di Borrello · Locri · Mammola · Marina di Gioiosa Ionica · Maropati · Martone · Melicucco · Melicuccà · Melito di Porto Salvo · Molochio · Monasterace · Montebello Ionico · Motta San Giovanni · Oppido Mamertina · Palizzi · Palmi · Pazzano · Placanica · Platì · Polistena · Portigliola · Reggio Calabria · Riace · Rizziconi · Roccaforte del Greco · Roccella Ionica · Roghudi · Rosarno · Samo · San Ferdinando · San Giorgio Morgeto · San Giovanni di Gerace · San Lorenzo · San Luca · San Pietro di Caridà · San Procopio · San Roberto · Sant'Agata del Bianco · Sant'Alessio in Aspromonte · Sant'Eufemia d'Aspromonte · Sant'Ilario dello Ionio · Santa Cristina d'Aspromonte · Santo Stefano in Aspromonte · Scido · Scilla · Seminara · Serrata · Siderno · Sinopoli · Staiti · Stignano · Stilo · Taurianova · Terranova Sappo Minulio · Varapodio · Villa San Giovanni
1. ↑  https://demo.istat.it/?l=it.